# Nomioides lahorensis
Nomioides lahorensis är en biart som beskrevs av Blüthgen 1934. Nomioides lahorensis ingår i släktet Nomioides och familjen vägbin. Inga underarter finns listade i Catalogue of Life.